# 山本駅 (京畿道)
山本駅（サンボンえき）は、大韓民国京畿道軍浦市山本洞にある、韓国鉄道公社（KORAIL）安山線の駅。駅番号は(444)。

## 駅構造
島式ホーム2面4線を有する高架駅。駅構内にニューコアアウトレット山本店が入居している。なお、下り安山線直通最終電車は当駅どまりとなり夜間停泊を行う。
出入口は1番から4番までの4ヵ所ある。

### のりば
| 1・2 | ●安山線 | 常緑樹・中央・安山・烏耳島方面 |
| 3・4 | ●安山線 | 衿井・舎堂・ソウル駅・榛接方面 |

## 利用状況
近年の一日平均乗車人員推移は下記の通り。
| 路線    | 乗車人員 | 乗車人員 | 乗車人員 | 乗車人員 | 乗車人員 | 乗車人員 | 乗車人員 | 乗車人員 | 乗車人員 | 乗車人員 | 注 釈 |
| 路線    | 2000年   | 2001年   | 2002年   | 2003年   | 2004年   | 2005年   | 2006年   | 2007年   | 2008年   | 2009年   | 注 釈 |
| ------- | -------- | -------- | -------- | -------- | -------- | -------- | -------- | -------- | -------- | -------- | ----- |
| ●安山線 | 20267    | 23534    | 26154    | 26120    | 18926    | 18211    | 17801    | 17829    | 18188    | 18435    | [ 1 ] |

## 駅周辺
1980年代末から政府主導で開発された山本新都市の中心駅である。
- 軍浦警察署
- 軍浦市の会
- 軍浦市庁
- 軍浦市庁少年修練館
- 軍浦郵便局
- 軍浦義王教育庁
- ニューコアアウトレット（朝鮮語版） 山本店
- キムズクラブ（朝鮮語版） 山本店
- 山本駅舎商街
- 山本中心商街
- 山本中央公園
- 山本Todaymall
- 圓光大学校 山本病院
- イーマート 山本店
- KT 軍浦支社
- ロッテシネマ 山本
- 軍浦市民体育公園
- 軍浦高等学校
- 衿井中学校

## 歴史
- 1988年10月25日 - 開業[2]。

## 隣の駅
韓国鉄道公社
●安山線
急行
衿井駅 (443) ← 山本駅 (444) ← 常緑樹駅 (448)
緩行
衿井駅 (443) - 山本駅 (444) - 修理山駅 (445)